# Klaus Welle
Klaus Welle (Beelen, 3 de julho de 1964) é um político alemão que actuou como Secretário-Geral do Parlamento Europeu de 15 de março de 2009 a dezembro de 2022. Anteriormente, foi Chefe do Gabinete do Presidente do Parlamento Europeu, Hans-Gert Poettering MEP, a partie de Janeiro de 2007. Ele sucedeu Harald Rømer, um funcionário público dinamarquês de carreira que havia atingido a idade de aposentadoria.

## Outras actividades
- Fundação Konrad Adenauer (KAS), membro[2]

Welle também é consultor do grupo de reflexão estudantil transatlântico da Universidade de Yale, o European Horizons.